# Cầu Sonjuk
Cầu Sonjuk hay cầu Thiện Trúc là một cây cầu đá thời kỳ Cao Ly nằm ở Kaesong, Cộng hòa Dân chủ Nhân dân Triều Tiên. Được xây dựng vào năm 1290, nó nổi tiếng khi là nơi mà học giả nho giáo và chính khách nổi tiếng Trịnh Mộng Chu bị ám sát theo lệnh của Lý Phương Tiễn, con trai của vị vua nhà Triều Tiên thứ nhất Lý Thành Quế. Cây cầu đóng cửa không cho lưu vào năm 1780 và kể từ đó đã trở thành một di tích quốc gia. Cây cầu dài 8,35 mét và rộng 3,36 mét ban đầu có tên là cầu Sonji hay Thiện Địa nhưng đã được đổi tên thành Thiện Trúc sau vụ ám sát vì nơi Trịnh Mộng Chu bị sát hại có một bụi tre mọc lên.
Cây cầu được xếp hạng là Quốc bảo Triều Tiên thứ 36 và cùng với bia tưởng niệm Biểu Trung (ca ngợi sự trung thành) là một phần của Di sản thế giới Các địa điểm và di tích lịch sử tại Kaesong được UNESCO công nhận năm 2013. 

## Vụ ám sát Trịnh Mộng Chu
Ông nổi tiếng là nhà cố vấn trung thành của vương triều Cao Ly, đồng thời là đối thủ chính trị của Lý Thành Quế. Trên đường về nhà sau một bữa tiệc do vị vua tương lai kế nghiệp tổ chức, ông bị 5 người phục kích trên cầu và sát hại dã man bằng một chiếc búa sắt. Sau đó, ông đã được phong thánh như một nhà hiền triết Triều Tiên, và được tôn kính ngay cả bởi các vị vua triều đại nhà Triều Tiên. Cái chết của ông là biểu tượng cho lòng trung thành kiên định. Một đốm nâu trên một trong những viên đá được cho là vết máu của ông, và nó trở nên đỏ khi trời mưa. Một bài thơ nổi tiếng của ông ghi lại những suy nghĩ cuối cùng của ông.

## Vọng lâu Pyochung
Cách cây cầu không xa là vọng lâu Pyochung hay Biểu Trung lâu là một công trình bằng gỗ được xây dựng dưới triều đại nhà Triều Tiên, tại đó có hai tấm bia đá khổng lồ trên lưng rùa-sư tử, một cái được dựng lên bởi Anh Tổ vào năm 1740 và cái còn lại được dựng bởi Cao Tông vào năm 1872. Cả hai đều là bia tưởng niệm vụ ám sát Trịnh Mộng Chu và ca ngợi lòng trung thành của ông với triều đại Cao Ly.